# Philharmonisches Orchester Oslo

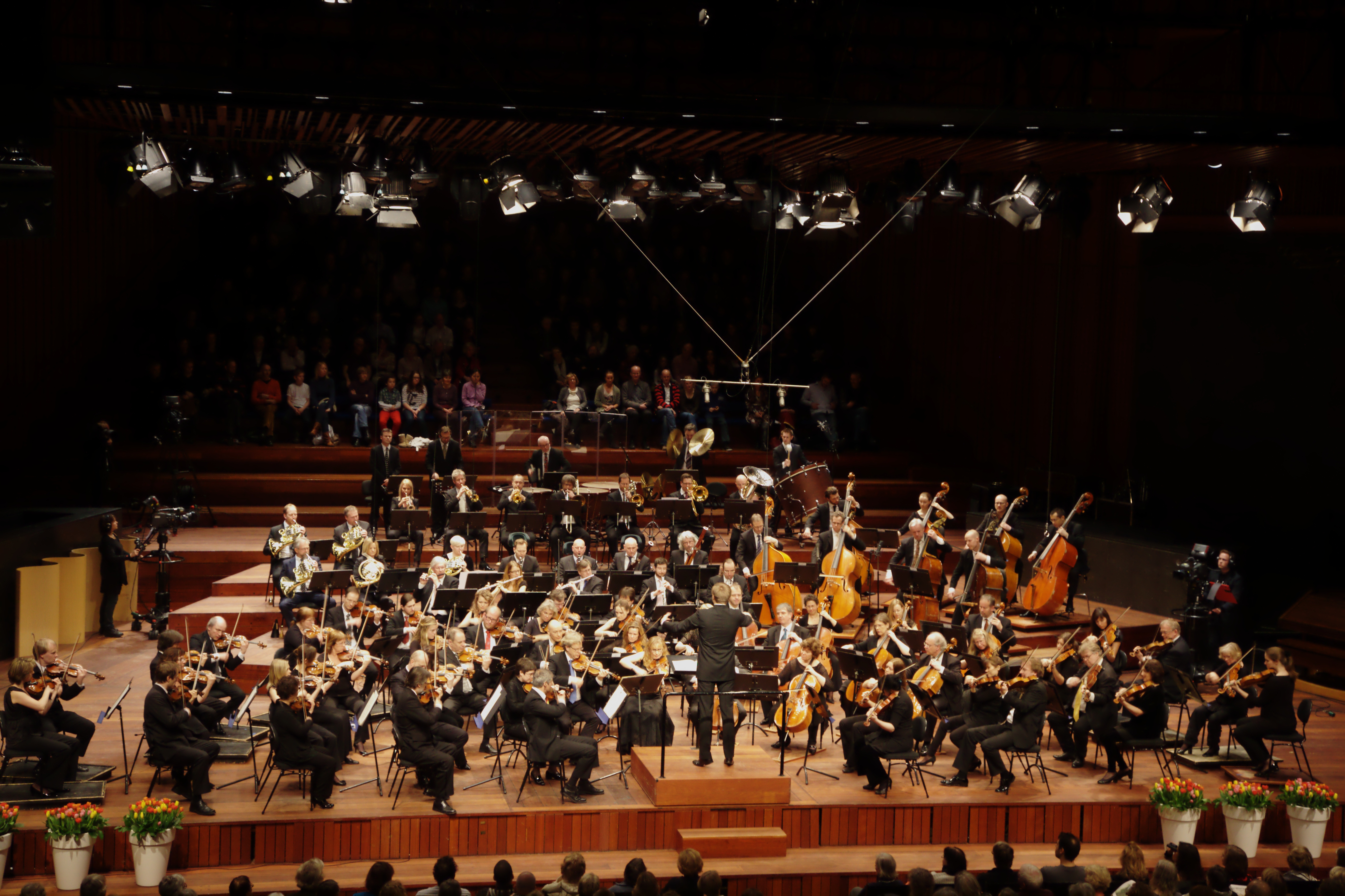
Philharmonisches Orchester Oslo unter der Leitung von Vasily Petrenko im Jahr 2011

Das Philharmonisches Orchester Oslo (norwegisch Oslo-Filharmonien, englisch Oslo Philharmonic) ist ein Sinfonieorchester mit Sitz in Oslo, Norwegen.
Das Orchester wurde 1919 gegründet und hat seit 1977 seinen Sitz in der Osloer Konzerthalle (Oslo Konserthus). Das Orchester besteht aus 69 Musikern in der Streichergruppe, 16 Holzbläsern, 15 Blechbläsern, 5 Schlagzeuger, 1 Harfenistin und 1 Pianistin. Das Orchester gibt durchschnittlich sechzig bis siebzig Sinfoniekonzerte pro Jahr, von denen die meisten landesweit im Radio übertragen werden.

## Geschichte
Die Wurzeln des Philharmonischen Orchesters Oslo reichen bis ins Jahr 1871 zurück, als Edvard Grieg und Johan Svendsen als Nachfolger der Philharmonischen Gesellschaft (Det Philharmoniske Selskab, 1847) die Christiania Musikerforening (Christiania Musikverein) gründeten.
Das Orchester wurde in der Folge von Ole Olsen, Johan Selmer, Iver Holter und Otto Winter-Hjelm geleitet. Unter Holter wurde das Orchester mit dem Christiania Theaterorchester zusammengelegt, das kurz vor der Verkleinerung stand. Holter schlug die Gründung eines Stadtorchesters vor, das bei städtischen Festen, Konzerten und im Theater spielen sollte, und so gewann das Orchester ab 1889 die Unterstützung der Stadt.
1899 wurde das Nationaltheatret, das sowohl Theater als auch Oper präsentieren sollte, eröffnet. Hier erweiterte sich das Orchester auf 44 Musiker, und es wurde von Johan Halvorsen dirigiert.
Das Orchester diente dem Nationaltheatret in zwei Funktionen: Es stellte Musik für das neue Theater bereit und gab Sinfoniekonzerte für die Musikgesellschaft. Während des Ersten Weltkriegs wuchs der Wunsch nach symphonischer Musik, was zusammen mit der Inflation zu einem Streit zwischen dem Orchester und dem Nationaltheatret und zu einem vorübergehenden Zusammenbruch der Konzerte des Musikerforening führte. So wurde das Orchester 1919 von privaten Aktionären und auf eigene Initiative zum Filharmonisk Selskaps Orkester (Orchester der Philharmonischen Gesellschaft) reformiert. Die erste Saison teilten sich drei Dirigenten: Johan Halvorsen, Georg Schnéevoigt und Ignaz Neumark.
Das erste Konzert des Filharmonisk Selskaps Orkesters fand am 27. September 1919 im Konzertbau Logen (Store Sal) statt, mit 59 Musikern auf der Bühne und mit Georg Schnéevoigt als Dirigent. Auf dem Programm standen Rikard Nordraaks Ja, vi elsker dette landet, Johan Svendsens Fest-Polonaise, Christian Sindings Symphonie Nr. 1, Edvard Griegs Klavierkonzert in a-Moll und schließlich Landkjenning mit dem Sänger Erik Ole Bye als Baritonsolist.
Zu den Gastmusikern dieser ersten Saison gehörten der Dirigent Arthur Nikisch, die Pianisten Eugen d’Albert, Edwin Fischer, Wilhelm Kempff, Ignaz Friedman und Artur Schnabel sowie die Geiger Bronisław Huberman und Carl Flesch. Zwischen September 1919 und Mai 1920 gab das Orchester 135 öffentliche Konzerte, die meisten davon ausverkauft.
Die nächsten Jahrzehnte waren von verschiedenen wirtschaftlichen Problemen geprägt, die zum Rücktritt von 15 Musikern in einer Saison führten. Trotzdem zog das Orchester weiterhin namhafte Musiker und Dirigenten an, wie Richard Burgin, der später Konzertmeister von Serge Koussevitzky in Boston wurde, Max Rostal, Ernst Glaser, Robert Soetens, für den Sergei Prokofjews 2. Violinkonzert geschrieben wurde, und andere, die durch das Nazi-Regime aus Deutschland vertrieben wurden – Igor Strawinsky, Fritz Busch, Erich Kleiber und Bruno Walter.
Die erste norwegische Rundfunkübertragung begann im April 1923, und kurz darauf das erste Rundfunkkonzert mit dem Osloer Philharmonieorchester. Ab 1925 gab es einen Vertrag zwischen dem Orchester und dem Norwegischen Rundfunk (NRK), der wöchentliche, live übertragene Konzerte vorsah. Dieser Vertrag mit dem NRK rettete das Orchester in den 1930er Jahren vor dem Bankrott. Issay Dobrowen trat 1927 in das Orchester ein; als er 1931 das Orchester verließ, wurde die Position des Chefdirigenten zwischen zwei Norwegern aufgeteilt: Odd Grüner-Hegge und Olav Kielland. Nach 1933 wurde Kielland bis 1945 alleiniger Chefdirigent.

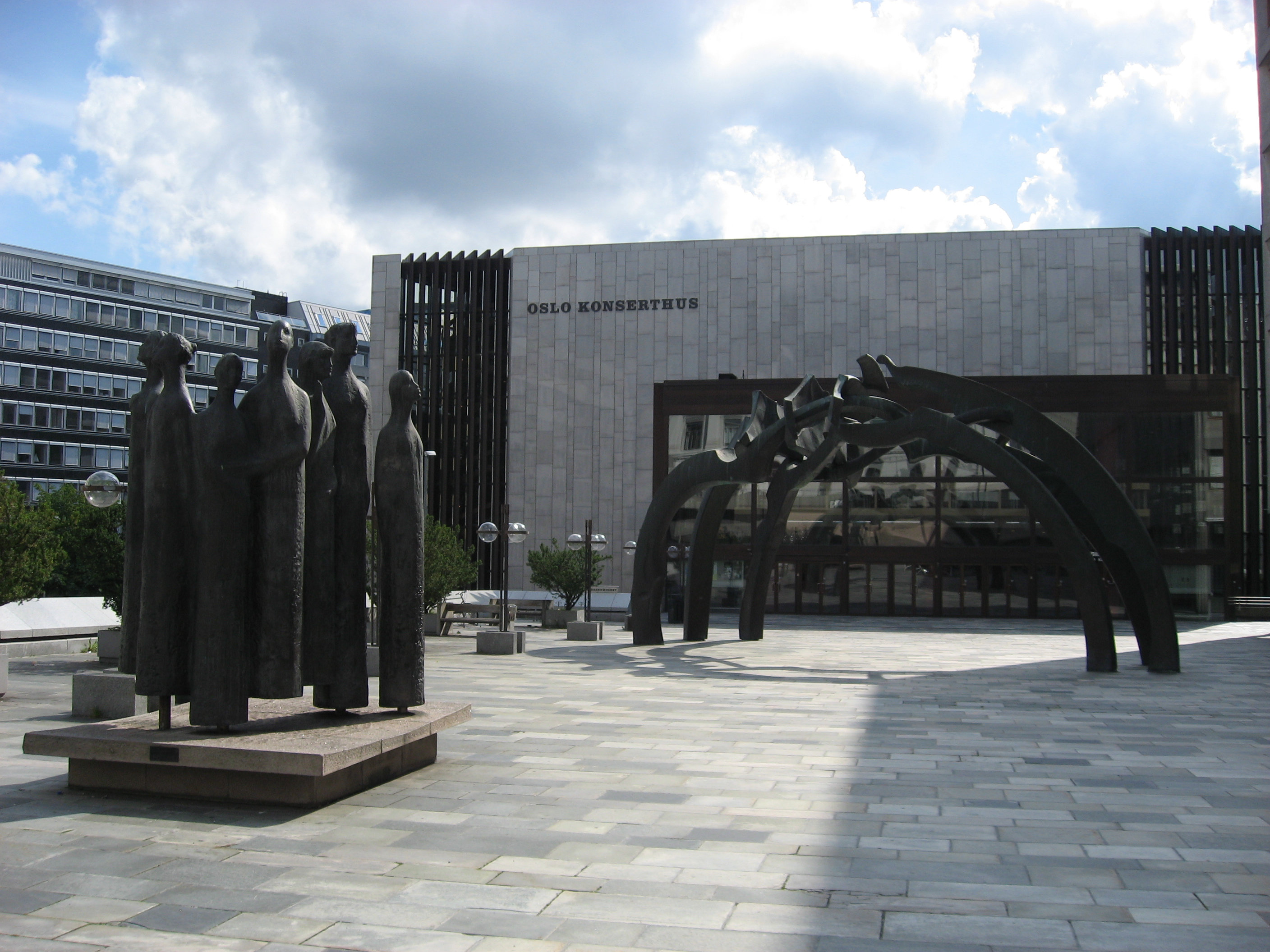
Osloer Konzerthaus (Oslo Konserthus)

1953 fand in Oslo das ISCM-Festival statt, das weitere internationale Kontakte im Bewusstsein für das neue Repertoire brachte, das vielen skandinavischen Ländern in den Jahren des Ersten und Zweiten Weltkriegs vorenthalten worden war. Die erste Aufführung der Osloer Philharmonie außerhalb Skandinaviens fand 1962 statt. Seitdem genießt das Orchester große internationale Anerkennung.
1979 änderte das Orchester offiziell seinen Namen in Oslo Filharmoniske Orkester. Im Jahr 1996 wurde das Orchester durch einen Beschluss des norwegischen Parlaments zu einer unabhängigen Stiftung.
Obwohl das Orchester seit seiner Gründung und unter verschiedenen renommierten Dirigenten hohe Qualitätsstandards aufrechterhalten hat, sind viele der Meinung, dass es seinen größten Fortschritt während der Amtszeit von Mariss Jansons von 1979 bis 2002 erlebte. In dieser Zeit nahm das Orchester Tschaikowskis Sinfonien auf und unternahm internationale Tourneen. Die Osloer Philharmoniker erlangten mit ihrem Tschaikowski-Zyklus und einer sehr erfolgreichen Serie von Aufnahmen für EMI internationale Anerkennung. Im Jahr 2000 schloss das Orchester einen Zyklus von Bartók für Simax ab. Weitere Auszeichnungen, die das Oslo Philharmonic erhielt, sind der Grand Prix du Disque, der Diapason d’Or und der Deutsche Musikpreis.
Spätere Musikdirektoren waren André Previn (2002–2006) und Jukka-Pekka Saraste (2006–2013). Saraste hat nun den Titel eines æresdirigent (Ehrendirigent) des Orchesters. Im Februar 2011 kündigte das Orchester die Ernennung von Vasily Petrenko zum nächsten Chefdirigenten ab der Saison 2013–2014 mit einem anfänglichen Vertrag von 4 Jahren an. Im November 2015 kündigte das Orchester die Verlängerung des Vertrags von Petrenko bis 2020 an. Zum Ende der Saison 2019–2020 nahm Petrenko Abschied als Chefdirigent des Orchesters.
Im Mai 2018 dirigierte Klaus Mäkelä das Orchester zum ersten Mal als Gastdirigent. Auf der Grundlage dieses Auftritts gab das Orchester im Oktober 2018 die Ernennung von Mäkelä zum nächsten Chefdirigenten bekannt. Er trat das Amt zum Saisonbeginn 2020–2021 an, sein anfänglicher Dreijahresvertrag wurde vorzeitig auf 7 Jahre verlängert.

## Chefdirigenten
- Johan Halvorsen (1919–1920)
- Ignaz Neumark (1919–1921)
- Georg Schnéevoigt (1919–1921)
- José Eibenschütz (1921–1927)
- Issay Dobrowen (1927–1931)
- Odd Grüner-Hegge (1931–1933)
- Olav Kielland (1931–1945)
- Odd Grüner-Hegge (1945–1962)
- Herbert Blomstedt (1962–1968)
- Øivin Fjeldstad (1962–1969)
- Miltiades Caridis (1969–1975)
- Okko Kamu (1975–1979)
- Mariss Jansons (1979–2002)
- André Previn (2002–2006)
- Jukka-Pekka Saraste (2006–2013)
- Wassili Petrenko (2013–2020)
- Klaus Mäkelä (2020–)